# ¿Qué voy a hacer sin ti?
"¿Qué voy a hacer sin ti?" ("O que vou fazer sem ti?") foi a canção da Espanha no Festival Eurovisão da Canção 1998 que se realizou em Birmingham, Inglaterra, Reino Unido em 9 de maio desse ano.

## Autores
- Letrista: Mikel Herzog
- Compositor: Alberto Estébanez
- Orquestrador: Alberto Estébanez

A referida canção foi interpretada em castelhano por Mikel Herzog. Foi a quarta canção a ser interpretada na noite do festival, a seguir à canção da França, interpretada por Marie Line e antes da canção da Suíça "Lass ihn", interpretada por Gunvor. Terminou a campetição em décimo-sexto lugar, tendo recebido um total de 21 pontos. No ano seguinte, em Festival Eurovisão da Canção 1999, a Espanha foi representada com a canção  "No quiero escuchar", interpretada por Lydia.

## Letra
A canção é uma balada Herzog pergunta o que irá fzer sem a pessoa amada que Yse esqueceu de viver.